# Мирчешти (Јаши)
Мирчешти (рум. Mirceşti) насеље је у Румунији у округу Јаши у општини Мирчешти. Oпштина се налази на надморској висини од 229 m.

## Становништво
Према подацима из 2002. године у насељу је живело 6849 становника, од којих су сви румунске националности.

### Хронологија
| Година       | 1992 | 1993 | 1994 | 1995 | 1996 | 1997 | 1998 | 1999 | 2000 | 2001 | 2002 | 2003 | 2004 | 2005 | 2006 | 2007 | 2008 | 2009 | 2010 | 2011 | 2012 | 2013 | 2014 | 2015 | 2016 | 2017 |
| ------------ | ---- | ---- | ---- | ---- | ---- | ---- | ---- | ---- | ---- | ---- | ---- | ---- | ---- | ---- | ---- | ---- | ---- | ---- | ---- | ---- | ---- | ---- | ---- | ---- | ---- | ---- |
| Становништво | 7341 | 7299 | 7269 | 7222 | 7303 | 7282 | 7402 | 7422 | 7421 | 7425 | 7401 | 7351 | 3934 | 3923 | 3939 | 3968 | 3993 | 4013 | 3991 | 3978 | 3962 | 3955 | 3959 | 3950 | 3964 | 3940 |